# Allopaa
Genre
Allopaa est un genre d'amphibiens de la famille des Dicroglossidae.

## Répartition
Les deux espèces de ce genre se rencontrent au Cachemire pakistanais et indien.

## Liste des espèces
Selon Amphibian Species of the World (10 juin 2017) :
- Allopaa barmoachensis (Khan & Tasnim, 1989)
- Allopaa hazarensis (Dubois & Khan, 1979)

## Publication originale
- Ohler & Dubois, 2006 : Phylogenetic relationships and generic taxonomy of the tribe Paini (Amphibia, Anura, Ranidae, Dicroglossinae) with diagnoses of two new genera. Zoosystema, Paris, vol. 28, p. 769-784 (texte intégral).